# Catàstrofe de l'anotació transitiva
La catàstrofe de l'anotació transitiva és un error que arrosseguen bases de dades biològiques, tant les genètiques com les proteòmiques de per exemple Swiss-Prot o NCBI i que impedeix destriar la informació real de l'especulativa.

## Exemple
Per experimentació un investigador aconsegueix determinar que la proteïna 001 de seqüència AYWMN té una funció concreta i és anotada en una base de dades.
Un altre investigador descobreix una nova proteïna 002 de seqüència AYWRS, es comprova amb un BLAST que té un 60% d'analogia amb la proteïna 001 i es conclou que deu tenir la mateixa funció i així és anotat a la base de dades.
Un tercer investigador descobreix una tercera proteïna 003 de seqüència CLWRS es comprova amb un BLAST que té un 60% d'analogia amb la proteïna 002 i es conclou que deu tenir la mateixa funció i així és anotat a la base de dades.
El problema és que la proteïna 001 i la 002 només coincideixen en un 20% de la seqüència, una semblança prou poc important com per a atribuir-li la funció.

## Solucions
Per intentar disminuir aquest problema es recomana posar la paraula putative en aquells casos en què la proteïna no tingui la funció descrita mitjançant experimentació. Això no impedeix que pel mateix mecanisme s'escampin deduccions com l'anterior, però posa fre a què es prenguin com a certeres.